# Wappen der Weihnachtsinsel

Wappen der Weihnachtsinsel

Das Wappen der Weihnachtsinsel, einem australischen Außengebiet,
zeigt im blauen Wappenschild das weiße Sternbild Kreuz des Südens über fünf gleich gefärbten stilisierten Wellen aus dem Schildfuß empor kommend, in denen fünf blaue Blätter einliegen.

## Symbolik
Am 14. April  1986 wurde das Wappen angenommen, erhielt jedoch keinen amtlichen Charakter. Die blaue Farbe symbolisiert den Indischen Ozean, in dem die Insel liegt. Wahlspruch und Oberwappen wurden nicht gewählt.